# Croce di Giuseppe
La Croce di Giuseppe (in tedesco Josephskreuz) è una torre di osservazione a forma di doppia croce sul Großer Auerberg (580 m), vicino a Stolberg (Harz), in Germania. La Croce di Giuseppe è una struttura in acciaio con un'altezza di 38 metri e un peso di 125 tonnellate, costruita tra il 20 aprile 1896 e il 9 agosto 1896. Questa struttura è stata chiusa ai visitatori dal 1987 al 1990, prima di essere ristrutturata e riaperta.

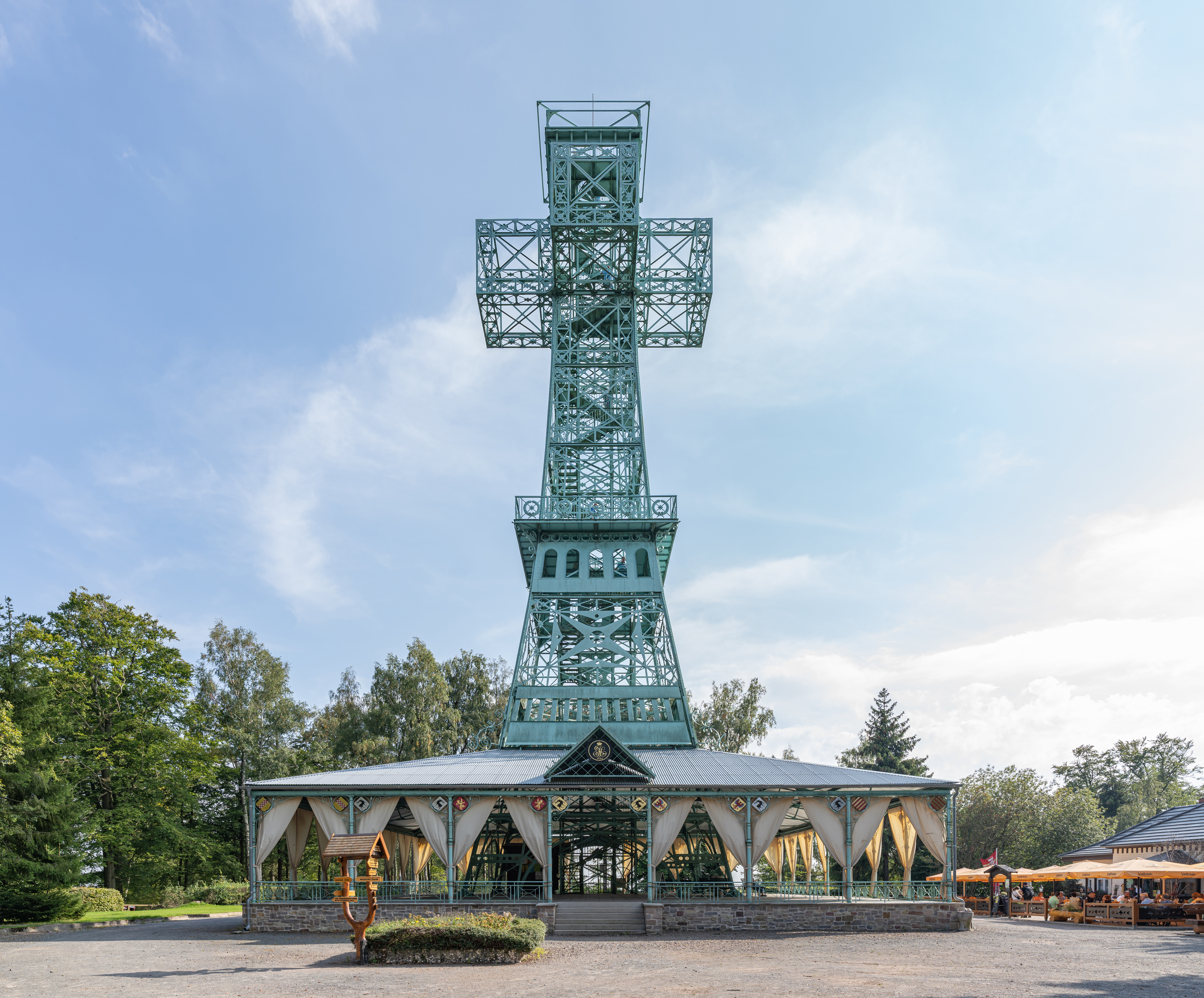
La Croce di Giuseppe d'inverno

## Storia
Già nel XVII secolo esisteva una torre di osservazione, realizzata a graticcio sull'Auerberg, che fu demolita nel 1768 a causa del degrado e dei danni provocati dalle intemperie.
Nel 1832, il conte Giuseppe di Stolberg-Stolberg incaricò l'architetto berlinese Karl Friedrich Schinkel di progettare una nuova torre, eseguita da un falegname di Stolberg. La cerimonia di inaugurazione della torre di legno di Schinkel, costruita a forma di doppia croce, fu celebrata il 24 settembre 1833. Il 21 giugno 1834, la torre fu ufficialmente aperta e chiamata "Croce di Giuseppe" in onore del suo cliente. La torre non aveva gradini e si poteva salire solo con una scala. Nel 1850 si dovettero rinnovare le traverse. Nel giugno 1880 l'edificio fu distrutto da un fulmine durante un temporale.
La costruzione di una nuova Croce di Giuseppe, progettata da Otto Beißwänger, iniziò il 20 aprile 1896. La torre prese la forma di una doppia croce dall'originale di Schinkel, ma fu, tuttavia, progettata in acciaio prendendo come modello la Torre Eiffel di Parigi. Il 9 agosto 1896 fu inaugurata la nuova Croce di Giuseppe.
Nel XX secolo, la croce cadde rapidamente in rovina fino a quando non fu chiusa ai visitatori nel 1987 a causa del suo stato di abbandono. Nel 1989, dopo la riunificazione della Germania, è stata avviata la ristrutturazione ed è stata riaperta il 28 agosto 1990.

## Galleria d'immagini

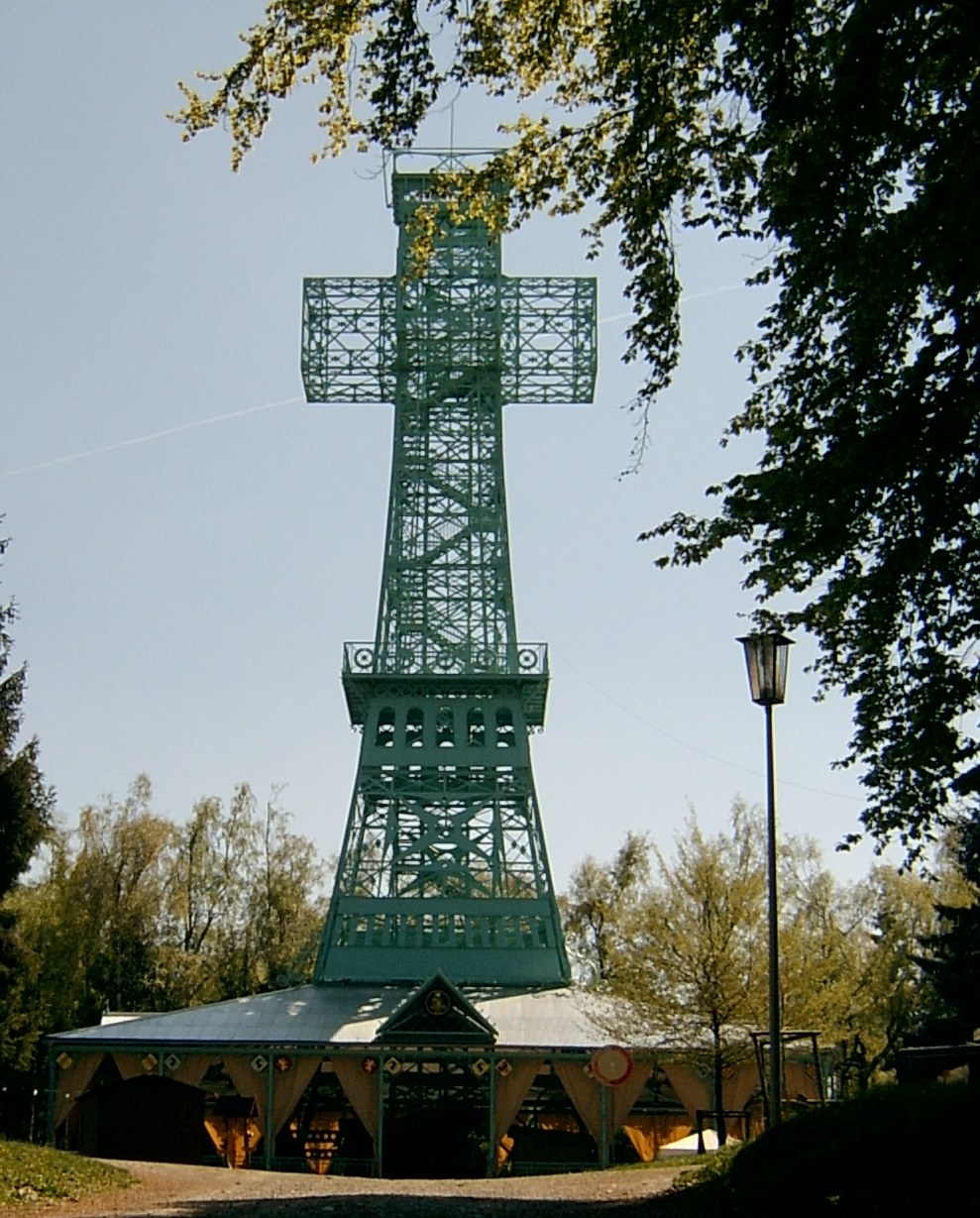
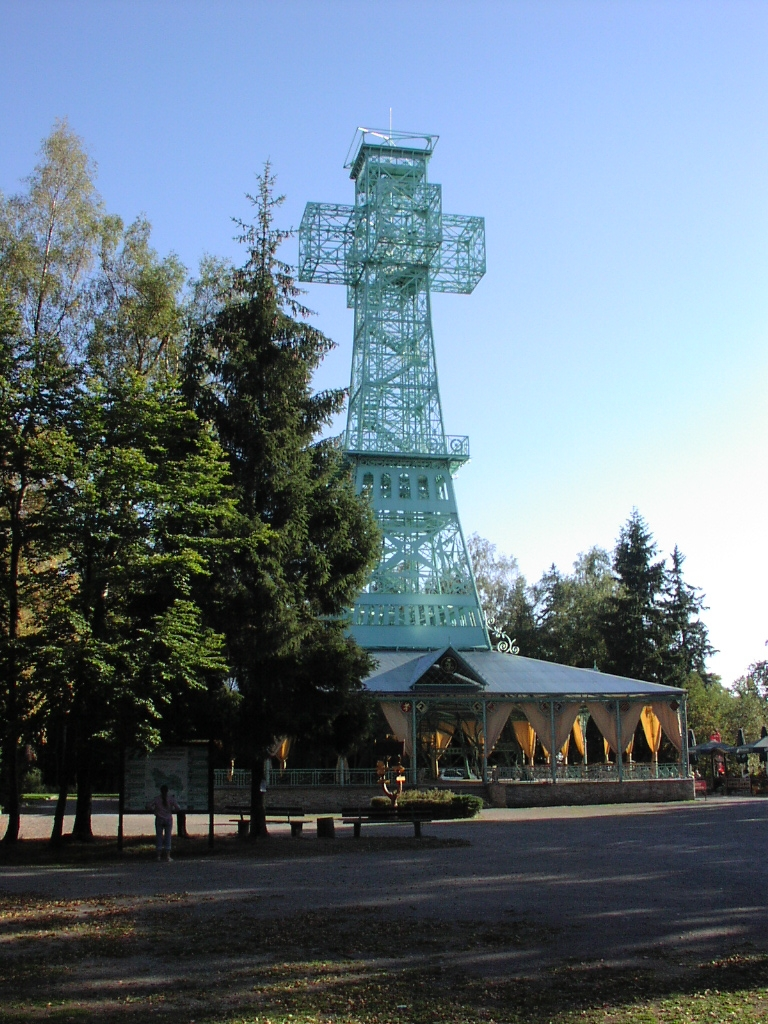
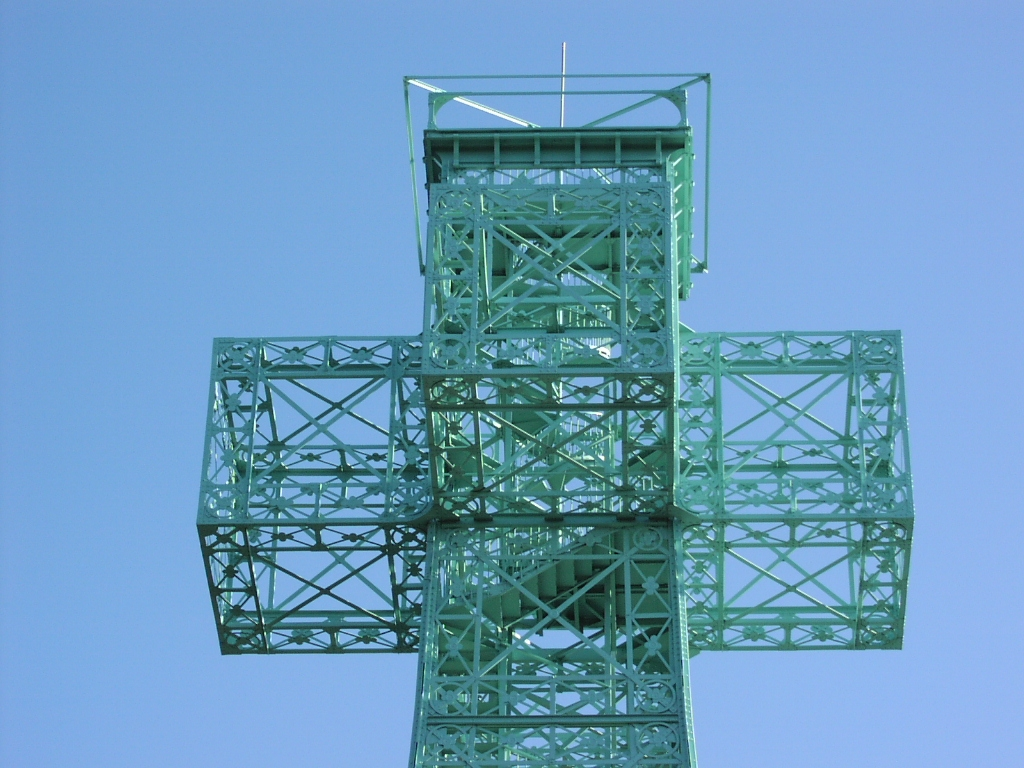
La cima alla croce
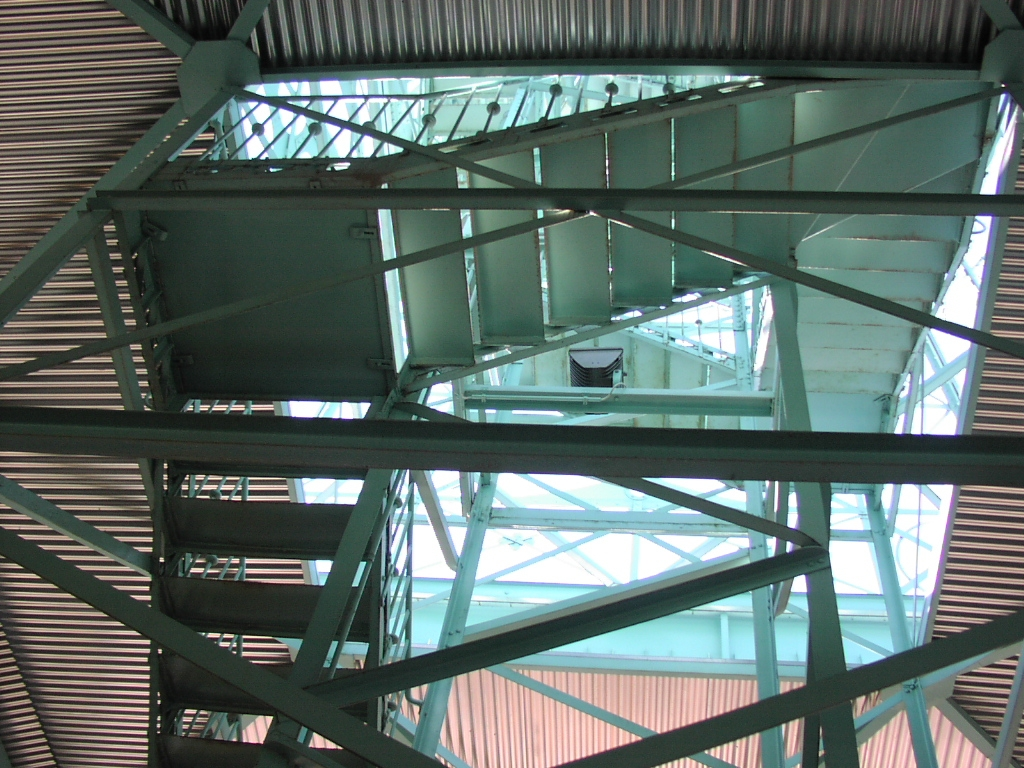
Gli scalini interni alla torre